# Дуб біля с. Миргородцеве
Дуб біля с. Миргородцеве — ботанічна пам'ятка природи місцевого значення в Україні. Об'єкт природно-заповідного фонду Сумської області. 
Розташована в межах Липоводолинського району Сумської області, на південь від колишнього с. Миргородцеве (нині Яснопільшина), у підніжжі схилу глибокої балки. У минулому територія належала колгоспу ім. Чкалова.
Площа 0,01 га. Статус надано згідно з розпорядженням Представника Президента України по області від 28.12.1992 року № 347, рішенням облради від 19.10.2000 року. Перебуває у віданні: Яснопільщинська сільська рада. 
Статус надано для збереження вікового дуба. Вік дерева на момент оголошення близько 200 років.